# Saint-Marcellin-lès-Vaison
Saint-Marcellin-lès-Vaison è un comune francese di 350 abitanti situato nel dipartimento della Vaucluse della regione della Provenza-Alpi-Costa Azzurra.

## Società

### Evoluzione demografica
Abitanti censiti